# Delta (Kanada)
Delta – miasto w Kanadzie, w prowincji Kolumbia Brytyjska, w dystrykcie Greater Vancouver. Leży w delcie rzeki Fraser i stąd też pochodzi jego nazwa.
Liczba mieszkańców Delty wynosi 96 723. Język angielski jest językiem ojczystym dla 71,9%, francuski dla 0,9% mieszkańców (2006).